# 산사나무 아래
《산사나무 아래》는 중국의 영화이다. 2010년 9월 16일에 개봉했으며, 제15회 부산국제영화제 개막작으로 선정되어, 같은 해 10월 7일에 상영되었다.

## 출연진
- 강서가
- 쑨하이잉
- 여려평
- 이설건